# Inhibitory odwrotnej transkryptazy
Inhibitory odwrotnej transkryptazy (RTIs) – grupa wielofunkcyjnych organicznych związków chemicznych, hamujących odwrotną transkryptazę oraz wirusową polimerazę DNA, niezbędnych w procesie replikacji ludzkiego wirusa niedoboru odporności oraz retrowirusów stosowanych w leczeniu zespołu nabytego niedoboru odporności (AIDS) oraz wirusowego zapalenia wątroby typu B (WZW typu B). 

## Inhibitory odwrotnej transkryptazy
Inhibitory odwrotnej transkryptazy można podzielić na następujące grupy:
- nukleozydowe inhibitory odwrotnej transkryptazy (NARTIs, NRTIs)
- nukleotydowe inhibitory odwrotnej transkryptazy (NtARTIs, NtRTIs)
- nienukleozydowe inhibitory odwrotnej transkryptazy (NNRTIs)
- nukleozydowe inhibitory translokacji odwrotnej transkryptazy (NRTTIs)
- nienukleozydowe inhibitory translokacji odwrotnej transkryptazy (NNRTTIs)
- inhibitory portmanteau

### Nukleozydowe inhibitory odwrotnej transkryptazy
| Nazwa farmaceutyczna | Skrót    | Wzór chemiczny | Wskazanie | Nazwa preparatu | Zastępowany nukleozyd | Rejestracja w Polsce |
| -------------------- | -------- | -------------- | --------- | --------------- | --------------------- | -------------------- |
| abakawir             | ABC      |                | AIDS      | Ziagen          | dG                    | Tak                  |
| didanozyna           | ddI      |                | AIDS      | Videx           | dA                    | Nie                  |
| emtrycytabina        | FTC      |                | AIDS      | Emtriva         | dC                    | Tak                  |
| entekawir            | ETV      |                | WZWB      | Baraclude       | dG                    | Tak                  |
| lamiwudyna           | 3TC      |                | AIDS WZWB | Zeffix          | dC                    | Tak                  |
| stawudyna            | d4T      |                | AIDS      | Zerit           | T                     | Tak                  |
| zalcytabina          | ddC      |                | AIDS      | Hivid           | dC                    | Nie                  |
| zydowudyna           | AZT, ZVD |                | AIDS      | Retrovir        | T                     | Tak                  |

### Nukleotydowe inhibitory odwrotnej transkryptazy
| Nazwa farmaceutyczna | Skrót | Wzór chemiczny | Wskazanie | Nazwa preparatu        | Zastępowany nukleozyd | Rejestracja w Polsce |
| -------------------- | ----- | -------------- | --------- | ---------------------- | --------------------- | -------------------- |
| adefowir             | ADF   |                | WZWB      | Preveon Hepsera        | adenozyna             | Tak                  |
| tenofowir            | TDF   |                | AIDS WZWB | Truvada Atripla Viread | adenozyna             | Tak                  |

### Nienukleozydowe inhibitory odwrotnej transkryptazy
| Nazwa farmaceutyczna | Skrót | Wzór chemiczny | Wskazanie | Nazwa preparatu | Rejestracja w Polsce |
| -------------------- | ----- | -------------- | --------- | --------------- | -------------------- |
| efawirenz            | EFV   |                | AIDS      | Sustiva         | Tak                  |
| delawirdyna          | DLV   |                | AIDS      | Viramune        | Nie                  |
| dorawiryna           | ETR   |                | AIDS      | Pifeltro        | Tak                  |
| etrawiryna           | ETR   |                | AIDS      | Intelence       | Tak                  |
| newirapina           | NVP   |                | AIDS      | Viramune        | Tak                  |
| rylpiwiryna          | RLP   |                | AIDS      | Edurant         | Tak                  |

### Nienukleozydowe inhibitory translokacji odwrotnej transkryptazy
| Nazwa farmaceutyczna | Skrót | Wzór chemiczny | Wskazanie | Nazwa preparatu | Rejestracja w Polsce |
| -------------------- | ----- | -------------- | --------- | --------------- | -------------------- |
| elsulfawiryna        | EFV   |                | AIDS      | Elpida          | Nie                  |

### Nowe grupy inhibitorów odwrotnej transkryptazy
Aktualnie w badaniach klinicznych II fazy znajduje się pierwszy lek z nowej grupy nukleozydowych inhibitorów translokacji odwrotnej transkryptazy (NRTTIs) islatrawir (MK-8591). W fazie badań przedklinicznych znajdują się inhibitory portmanteau, które mają łączyć w jednej cząsteczce zdolność hamowania odwrotnej transkryptazy oraz integrazy. 

## Mechanizm działania biologicznego
Po wniknięciu do wnętrza limfocyta przez receptor CD4 wirusowy jednoniciowy kwas rybonukleinowy (RNA) zostaje przepisany przez retrowirusowy enzym odwrotnej transkryptazy na dwuniciowy wirusowy kwas deoksyrybonukleinowy (DNA), który następnie zostaje wbudowany w jądrze komórkowym do DNA gospodarza. 
Leki z tej grupy negatywnie wpływają na działanie odwrotnej transkryptazy retrowirusów, natomiast w znacznym mniejszym stopniu hamują komórkową polimerazę DNA. Nukleozydowe i nukleotydowe inhibitory odwrotnej transkryptazy ulegają stopniowej fosforylacji do analogów nukleozydów, których wbudowanie do nowo tworzonego kwasu deoksyrybonukleinowego (DNA) powoduje jego zakończenie i przerwanie replikacji. Natomiast leki z pozostałych grup wywierają bezpośredni wpływ na ten enzym. 

## Oporność na leki
Oporność na inhibitory odwrotnej transkryptazy jest związana z mutacjami w obrębie wirusowego genomu i może występować zarówno w momencie rozpoznania zakażenia jak i pojawić się w trakcie leczenia. 
Mutacje lekooporności można podzielić na:
- warianty niekorzystnie wpływające na włączanie analogów nukleozydowych do łańcucha DNA (M184V, kompleks Q151M, K65R)
- mutacje związane z usuwaniem analogu nukleozydowego z łańcucha DNA (ang. thymidine analogue mutations) (M41L, D67N, K70R, L210W, T215Y, T215F)
- mutacje związane z opornością na leki nienukleozydowe (L100I, K103N, V106A, Y181C, Y188C, G190A, G190S)